# سیارک ۲۷۱۲۳
سیارک ۲۷۱۲۳ (به انگلیسی: 27123 Matthewlam، نامگذاری:1998WM14)۲۷۱۲۳مین سیارک کشف شده‌است که در ۲۱ نوامبر ۱۹۹۸ کشف شد.